# Lilybaion
Lilybaion (altgriechisch Λιλύβαιον, betont auf der zweiten Silbe, lateinisch Lilybaeum, betont auf der dritten Silbe -bae-) war eine wichtige punische Festungsstadt am Kap Boeo an der Westspitze Siziliens (nahe beim heutigen Marsala) und galt als uneinnehmbar.

## Geschichte
Nach der Eroberung und Zerstörung der karthagischen Festung Motya durch Dionysios I. von Syrakus 397 v. Chr. suchte man nach einem besser geeigneten Ort für eine neue Festungsstadt und fand ihn etwa 8 km südlich davon. Dort ragt eine dreieckige Halbinsel nach Westen ins Mittelmeer hinein, strategisch sehr günstig gelegen an der schmalsten Stelle zwischen Sizilien und Nordafrika. Auf dieser Halbinsel bauten die Karthager ihre neue Festung Lilybaion, benannt nach dem gleichnamigen Gebirge, das hinter ihr aufragt. Von der Höhe aus konnten Beobachter mit sehr guten Augen angeblich zählen, wie viele Schiffe jeweils aus dem gegenüberliegenden, 140 km entfernten Hafen von Karthago ausliefen. Nach der schlechten Erfahrung mit Motya war Lilybaion von vornherein dafür ausgelegt, jeder Belagerung standhalten zu können, auch über Jahre hinweg. Von Vorteil dabei war, dass die Karthager damals noch die Seeherrschaft hatten und ungehindert für Nachschub sorgen konnten. Zur Landseite hin geschützt war die Stadt durch einen etwa 30 Meter breiten und 20 Meter tiefen Graben, gefüllt mit Meerwasser, sowie durch massive Mauern und Türme, auch zur Seeseite hin. Von dem Graben und den seeseitigen Mauern sind heute noch bedeutende Reste vorhanden. Der alte Hafen lag nördlich der Stadt und ist heute weitgehend versandet. Die Reste eines mächtigen Hafendammes sind noch vorhanden. Das heutige Marsala liegt gleich südöstlich von Lilybaion.
Die antike Stadt war durch ihre starke Befestigung der im Kampf nie verlorene Rückhalt der Karthager auf Sizilien und ihre Operationsbasis zu Land und zur See. Sie trotzte 368 v. Chr. dem Angriff des Dionysios, wurde 340/339 der Ausgangspunkt der Expedition gegen Syrakus und Timoleon und nach der Schlacht am Krimisos die Zuflucht der geschlagenen Karthager. Als Pyrrhos I. 279 v. Chr. ganz Sizilien erobert hatte, verteidigten die Karthager ihren letzten Stützpunkt Lilybaion mit solcher Hartnäckigkeit, dass der König die Belagerung nach zwei Monaten aufgeben musste. Die Unternehmung der Karthager gegen Messina, die den Ersten Punischen Krieg entfesselte, ging von Lilybaion aus. Es blieb, verstärkt durch die dorthin verpflanzten Selinuntier, während des ganzen Krieges die Operationsbasis der Karthager und trotzte der Belagerungskunst der Römer die gesamten neun Jahre lang (250 bis 241) bis zu seinem Ende. Nachdem durch den Friedensvertrag von 241 v. Chr. ganz Sizilien samt Lilybaion an die Römer abgetreten worden war, diente es denen in gleicher Weise wie zuvor den Karthagern. Deren Handstreich gegen Lilybaeum 218 v. Chr. zu Beginn des Zweiten Punischen Krieges scheiterte.
Auch im Dritten Punischen Krieg diente Lilybaeum den Römern als Basis. Im Sklavenkrieg des Jahres 102 v. Chr. wurde die Stadt von Aufständischen unter Athenion vergeblich belagert. Nach dem Ende des Weströmischen Reiches verfiel die Festung zusehends und wurde schließlich von den Vandalen und den Arabern verwüstet. Letztere gründeten anschließend etwas südöstlich davon das heutige Marsala. Das Stadtgebiet des antiken Lilybaion ist seitdem unbewohnt. Ein 35 Meter langes punisches Kriegsschiff wurde aus dem Hafen geborgen und restauriert. Es ist im Museo Archeologico Baglio Anselmi ausgestellt.